# Hans Koller
Hans Koller, né Antonio Hans Cyrill Koller le 12 février 1921 à Vienne, Autriche et mort le 21 décembre 2003 dans la même ville, est un saxophoniste de jazz autrichien, spécialiste du saxophone ténor.

## Carrière
De 1936 à 1939, Koller étudie à l'Université de Vienne puis rejoint les forces armées de 1940 à 1946. Après la fin de la Seconde Guerre mondiale, il rentre à Vienne et fonde le Hot-Club de Vienne.
En 1950, il émigre en Allemagne, y forme un ensemble et joue avec de nombreux musiciens comme Freddie Brocksieper, Albert Mangelsdorff, Jutta Hipp, Dizzy Gillespie, Bill Russo, Lee Konitz, Stan Kenton, Eddie Sauter, Benny Goodman, Attila Zoller, Oscar Pettiford, Kenny Clarke ou Jimmy Pratt.
De 1958 à 1965, il dirige les NDR Jazz Workshops de la Norddeutscher Rundfunk à Hambourg. À ces retransmissions participent de très nombreux musiciens européens et américains de passage en Europe, parmi lesquels Kenny Clarke, Lucky Thompson, Oscar Peterson, Ben Webster, Sahib Shihab, Carmell Jones, Lee Konitz, Cecil Payne, Phil Woods, Barney Wilen... 
Koller accompagne souvent ces artistes, comme en 1965 où, aux côtés de Ronnie Scott, Martial Solal, Ronnie Ross, Johnny Griffin et Ronnie Stephenson, il accompagne Wes Montgomery, alors en tournée.
En 1970, Koller rentre à Vienne où il forme un groupe, Free Sound, puis travaille avec l'International Brass Company.
De 1997 à 2009, un prix Hans Koller (de), décliné en plusieurs catégories (musicien, espoir, album et sideman de l'année), est décerné par l'Austrian Music Office.